# Jérémy Petiqueux
Jérémy Petiqueux (Doornik, 20 oktober 1984) is een Belgisch striptekenaar en inkleurder. Hij werd bekend als inkleurder voor bekende series als Murena en De Klaagzang van de Verloren Gewesten, en breidde zijn carrière uit met eigen stripreeksen als Barracuda en Vesper.

## Biografie
Petiqueux studeerde aan de Académie des Beaux-Arts in Doornik, met een specialisatie in striptekenen en illustratie. Tijdens zijn studie ontmoette hij striptekenaar Philippe Delaby, bij wie hij vanaf 2004 als inkleurder werkte: eerst voor de serie De Klaagzang van de Verloren Gewesten (album 5) en daarna voor Murena (albums 5–8)  .
Na de dood van Delaby in 2014 heeft Petiqueux het laatste album (deel 8) van Klaagzang van de Verloren Gewesten voltooid.

## Stripreeksen
- Murena (albums 5–8) – inkleurder sinds 2005
- Klaagzang van de Verloren Gewesten (albums 5–6; album 8 na Delaby’s overlijden)
- Barracuda (2007–2016) – mede-auteur en tekenaar, 6 delen, in samenwerking met Jean Dufaux
- De ridders van Héliopolis (2017–2020) – met scenarioschrijver Alejandro Jodorowsky, uitgegeven door Glénat
- Layla – Legende uit het scharlaken moeras (2018) – een eenmalige uitgave, scenario door Petiqueux, tekeningen door Mika
- Vesper (vier delen) – fantasystrip uitgegeven door Dargaud, met een bijhorende game op Steam, en een verfilming (Vesper Chronicles)  .

## Prijzen
- 2006: Pinceau d’Or op het festival van Vaison-la-Romaine (voor Murena)
- 2009: kleurprijs op het internationaal stripfestival van Chambéry (La Complainte des Landes Perdues)
- 2012: Rookie Award op Middelkerke (voor Barracuda)
- 2018: Éléphant d’or op het festival van Chambéry (voor Albedo, l’œuvre au blanc, deel van Vesper)